# Hollow Man
Hollow Man er en amerikansk science fictionthriller fra 2000 og er instrueret af Paul Verhoeven. Filmen har Elisabeth Shue, Kevin Bacon og Josh Brolin i hovedrollerne. Hollow Man blev efterfulgt af en direkte til dvd-film Hollow Man 2. Historien er inspireret af H.G. Wells' Den Usynlige Mand. Hollow Man var nomineret til en Oscar for bedste visuelle effekter.

## Medvirkende
- Kevin Bacon
- Elisabeth Shue
- Josh Brolin
- Kim Dickens
- Greg Grunberg
- Joey Slotnick
- Mary Randle
- William Devane

## Ekstern henvisning
- Hollow Man på Internet Movie Database (engelsk)
- Hollow Man på Filmdatabasen
- Hollow Man på Scope
- Hollow Man i Svensk Filmdatabas (svensk)
- Hollow Man på AlloCiné (fransk)
- Hollow Man på MovieMeter (nederlandsk)
- Hollow Man på AllMovie (engelsk)
- Hollow Man hos American Film Institute (engelsk)
- Hollow Man på Turner Classic Movies (engelsk)
- Hollow Man på The Movie Database (engelsk)

1. ↑  Navnet er anført på bokmål og stammer fra Wikidata hvor navnet endnu ikke findes på dansk.